# Bruce Hampton
Gustav Valentine Berglund III (30 de abril de 1947 - 1 de mayo de 2017)  más conocido como Bruce Hampton fue un músico estadounidense. A finales de la década de 1960 fue miembro fundador de la banda de Atlanta, Georgia, Hampton Grease Band. Adoptando el apodo de Coronel Hampton B. Coles, Retirado o alternativamente Coronel Bruce Hampton Ret., y tocando a veces una especie de guitarra enana llamada "chazoid", formó más tarde varias otras bandas, algunos de cuyos nombres incluyen The Late Bronze Age, The Aquarium Rescue Unit, The Fiji Mariners, The Codetalkers, The Quark Alliance, Pharaoh Gummitt y Madrid Express.

## Carrera
Como miembro de la Hampton Grease Band, Bruce Hampton ayudó a grabar el álbum de 1971 Music to Eat. Según la leyenda, este fue el segundo álbum con peores ventas en la historia de Columbia Records, siendo el peor un disco de yoga.
La banda de Hampton The Late Bronze Age estaba formada por "Col. Hampton B. Coles, Ret." (Bruce Hampton) en la voz, la guitarra slide, la mandolina y el chazo; Ben "Pops" Thornton (Billy McPherson) en la voz, la guitarra, los saxos y los teclados; Lincoln Metcalfe (Ricky Keller) en el bajo, la guitarra, los metales y la voz; y Bubba Phreon (Jerry Fields) en la batería, la percusión, el trombón y la voz. Interpretaron varias canciones en la película de 1983 Getting It On.
Hampton ayudó a iniciar las giras de los años 90 de los seminales H.O.R.D.E.. La más conocida de sus bandas que tocó en H.O.R.D.E. es el conjunto del jazz rock Aquarium Rescue Unit, que contaba con las estrellas de la música improvisada Oteil Burbridge, Jimmy Herring, Rev. Jeff Mosier, Matt Mundy y Jeff Sipe.
En 1994, Hampton formó entonces el dúo de rock progresivo/jazz Fiji Mariners y grabó dos álbumes en Capricorn Records con Dan Matrazzo que simultáneamente tocaba las teclas, la batería y el bajo.  Más tarde, Ricky Fargo, Marcus Williams se unió a la batería y Joseph Patrick Moore se unió al bajo.
Hampton fue la voz de Warren, un arbusto en maceta que habla, en un episodio de 1998 ("Warren") del programa de televisión Space Ghost Coast to Coast. Hampton interpretó a Morris, el director de la banda de compositores, en la película de Billy Bob Thornton de 1996 Sling Blade. También protagonizó la película de Mike Gordon de 2001 Outside Out como un 'out'structor' de guitarra.
La cantante de blues nominada a los premios Grammy y amiga de toda la vida Susan Tedeschi escribió una canción sobre Bruce llamada "Hampmotized". Aparece en su lanzamiento de 2002 Wait For Me. Hampton le devolvió el favor con la canción Susan T.
Basically Frightened: The Musical Madness of Col. Bruce Hampton, Ret. es un documental sobre Hampton. Se estrenó en el Festival de Cine de Atlanta en marzo de 2012.
El gobernador de Georgia Nathan Deal otorgó a Hampton el Premio del Gobernador en Artes y Humanidades en 2012.
En 2014, Hampton hizo un cameo en el vídeo musical del single del grupo de rap Run The Jewels "Blockbuster Night, Pt. 1".

## Concierto de 70 años y fallecimiento
El 1 de mayo de 2017, Hampton fue homenajeado por sus amigos en el Fox Theatre de Atlanta, Georgia por su 70 cumpleaños. Bautizado como Hampton 70: A Celebration of Col. Bruce Hampton, fue un concierto de estrellas en el que participaron los miembros de Widespread Panic John Bell, Dave Schools, Duane Trucks, y Jimmy Herring; el guitarrista de blues Tinsley Ellis; Peter Buck de R.E.M.; el guitarrista de acero Darick Campbell; el saxofonista Karl Denson; Drew Emmitt y Vince Herman de Leftover Salmon; Jon Fishman de Phish; el banjista Rev. Jeff Mosier de Blueground Undergrass; el guitarrista Warren Haynes; el líder de Drivin N Cryin Kevn Kinney; el músico de jazz de Atlanta Johnny Knapp; Chuck Leavell; el trovador de rock de Athens T. Hardy Morris; el prodigio de la guitarra de 13 años Brandon Niederauer; el guitarrista de slide Derek Trucks y la cantante de blues Susan Tedeschi de la Tedeschi Trucks Band; John Popper de Blues Traveler; el bajista de funk Kevin Scott; el teclista Matt Slocum; Denny Walley de Frank Zappa; el guitarrista de metal gitano Emil Werstler; Oliver Wood de The Wood Brothers; y el lanzador de la MLB Jake Peavy. El coprotagonista de Sling Blade del Coronel, el actor Billy Bob Thornton, canceló por enfermedad. El evento fue producido por Good Times Productions y la recaudación se destinó al Instituto del Teatro Fox y a otras organizaciones benéficas centradas en los músicos.
Durante la repetición del espectáculo, Hampton sufrió un ataque cardíaco masivo y se desplomó en el escenario. Al principio, los espectadores y sus compañeros no se dieron cuenta de que Hampton se había desplomado, o pensaron que era una treta debido a su historial de caídas en el escenario durante las actuaciones y otras bromas pesadas. Como resultado, Hampton quedó tumbado a los pies de Niederauer, con el brazo izquierdo sobre un monitor del escenario, mientras Niederauer interpretaba el solo de "Turn On Your Love Light". La banda tocó durante varios minutos antes de que Hampton fuera sacado del escenario; murió poco después en el Emory University Hospital Midtown en Atlanta.

## Discografía

### Principales publicaciones

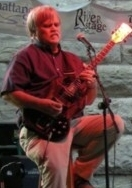
Hampton en el Festival Riverbend en 2007

- 1971 – Music to Eat – Hampton Grease Band (Columbia Records)
- 1978 – One Ruined Life of a Bronze Tourist – Col. Bruce Hampton (Terminus Records)
- 1980 – Outside Looking Out – Col. Bruce Hampton and the Late Bronze Age (Terminus Records)
- 1982 – Isles of Langerhan – Col. Bruce Hampton and the Late Bronze Age (Terminus Records)
- 1987 – Arkansas – Col. Bruce Hampton (Terminus Records)
- 1992 – Col. Bruce Hampton & the Aquarium Rescue Unit – Col. Bruce Hampton and the Aquarium Rescue Unit (Capricorn Records)
- 1993 – Mirrors of Embarrassment – Col. Bruce Hampton and the Aquarium Rescue Unit (Capricorn Records)
- 1994 – Strange Voices: A History 1977–1987 – Col. Bruce Hampton (Landslide Records)
- 1996 – Fiji Mariners – Fiji Mariners featuring Col. Bruce Hampton (Volcano Records)
- 1998 – Live – Fiji Mariners featuring Col. Bruce Hampton (Volcano Records)
- 2000 – Bootleg Live! – The Codetalkers featuring Col. Bruce Hampton
- 2004 – Deluxe Edition – The Codetalkers featuring Col. Bruce Hampton (re-released in 2005 as Dee-lux Uh-dish-un)
- 2006 – Now – The Codetalkers
- 2007 – Give Thanks To Chank – Col. Bruce & The Quark Alliance (Brato Ganibe Records)
- 2008 – Songs Of The Solar Ping – Col. Bruce Hampton, Ret. (Brato Ganibe Records)
- 2014 – Pharoah's Kitchen – Col. Bruce Hampton, Ret. (Ropeadope Records)
- 2017 – Live at The Vista Room – Col. Bruce Hampton and The Madrid Express (Ropeadope Records)

### Con varios artistas
- 1994 – The Best of Mountain Stage Live, Vol. 6 (Blue Plate Records)
- 1997 – Mucho Mojo: Best of Fat Possum (Capricorn Records)
- 2000 – Wintertime Blues: The Benefit Concert (Evil Teen Records)
- 2003 – Bonnaroo, Vol. 2 (Sanctuary Records)
- 2007 – The Benefit Concert, Volume 2 (Evil Teen Records)

### Como músico invitado
- 1967 – We're Only In It For The Money – Frank Zappa (Verve Records)
- 1968 – Lumpy Gravy – Frank Zappa (lanzado brevemente bajo Capitol Records)
- 1979 – Skin Deep – Yeah – David Earle Johnson (David Earle Johnson Records)
- 1981 – Route Two – David Earle Johnson (Landslide Records)
- 1995 – The Best of CeDell Davis – CeDell Davis (Fat Possum Records)
- 2000 – The Flower & the Knife – Kevn Kinney (Capricorn Records)
- 2001 – Project Z – Project Z (Terminus Records)
- 2002 – Wait for me – Susan Tedeschi (Tone Cool Records)
- 2002 – Uninvisible – Medeski Martin & Wood (Blue Note Records)
- 2002 – Live in the Classic City – Widespread Panic (Sanctuary Records)
- 2003 – Inside In – Mike Gordon (Ropeadope Records)
- 2006 – Faces – Blueground Undergrass (Landslide Records)
- 2009 - Sold Out - Big Shanty (King Mojo Records)[22]
- 2012 – Back To The Woods: A Tribute To The Pioneers Of Blues Piano – Chuck Leavell (Evergreen Arts \ Red)
- 2012 – Wood – Widespread Panic (Widespread Records)
- 2015 – Soul Brother Where Art Thou? - Greg Hester (Ropeadope Records)